# Arta dacică
Arta dacică este arta asociată popoarelor cunoscute ca daci sau a ramurii tracilor de nord; dacii au creat un stil de artă în care se văd influențele sciților și grecilor. Erau foarte pricepuți în prelucrarea aurului și argintului și în fabricarea ceramicii. Ceramica era albă, cu decorațiuni roșii în motive florale, geometrice sau de animale stilizate. Decorații similare au fost lucrate în metal, în special figura unui cal, care era obișnuită pe monedele dacice.

## Context

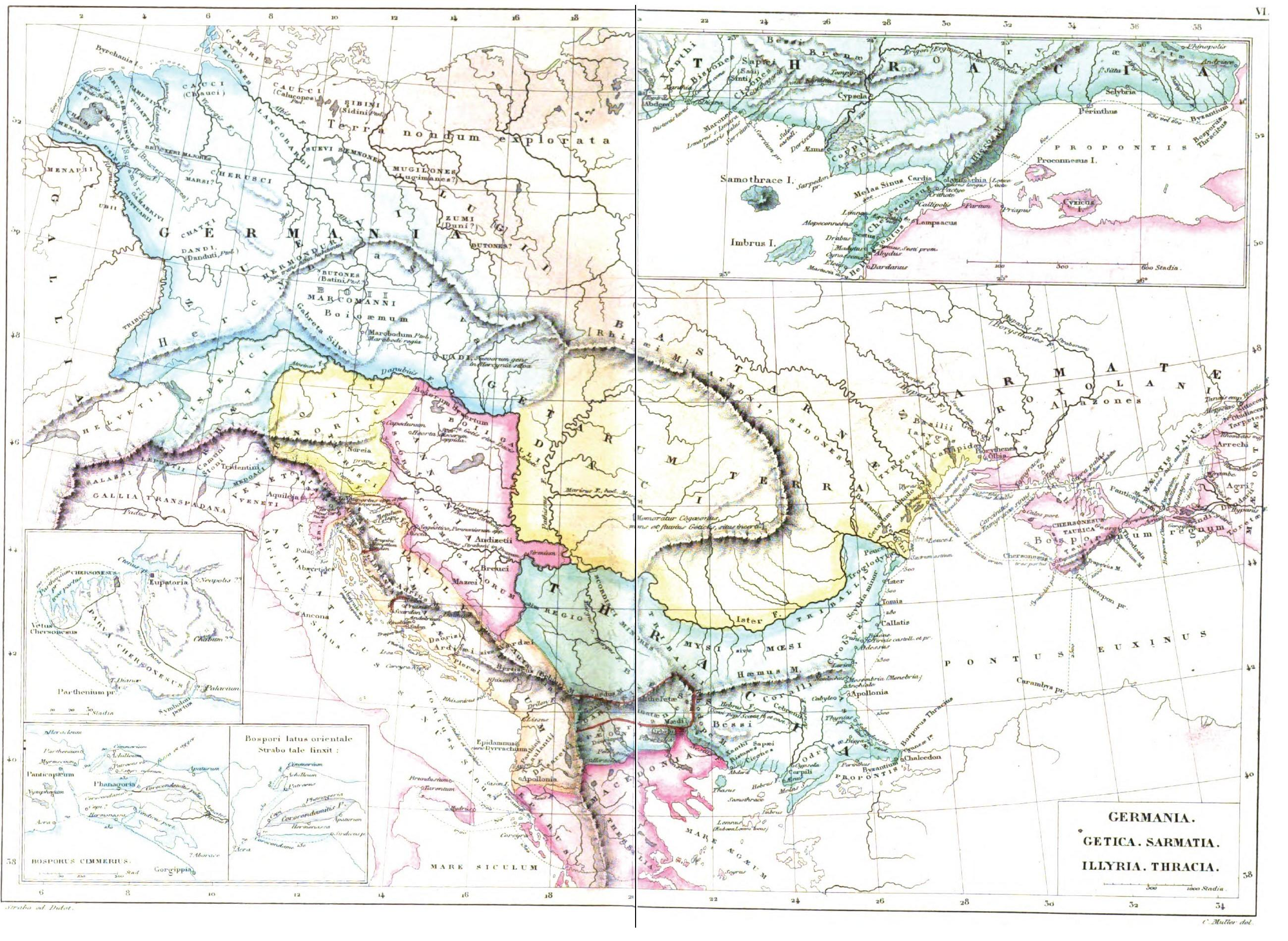
Regiunile dacilor cf. Strabon (cca. 20 d.Hr.) de Muller (1877)

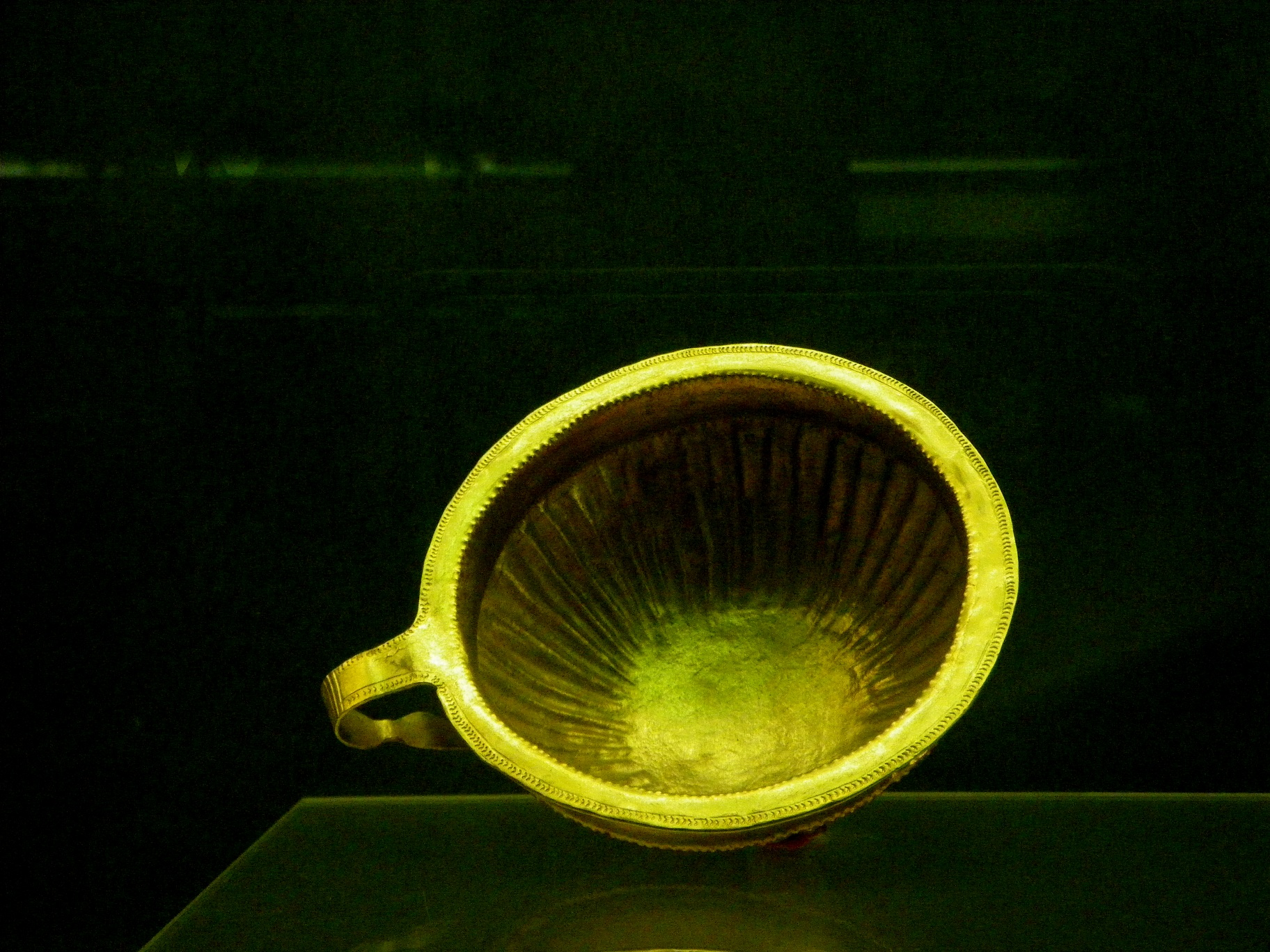
Vasul de aur dac găsit în Transilvania (Muzeul din Viena)

Geto-dacii locuiau pe un teritoriu foarte întins, întinzându-se de la Balcani până la nordul Carpaților și de la Marea Neagră și râul Tyras până la câmpia Tisei, uneori chiar până la Dunărea de Mijloc. Între secolele XV-XII, cultura geto-dacă a fost influențată de războinicii Tumulus-Urnfield aflați în epoca bronzului.
Civilizația dacică a trecut prin mai multe etape de dezvoltare, de la etapa tracică din epoca bronzului până în perioada clasică a geto-dacilor (secolul I î.Hr. până în secolul I d.Hr.). În Epoca Bronzului, populațiile proto-tracice au apărut din fuziunea populației locale eneolitice (calcolitice) cu popoarele nou venite ale perioadei de tranziție a indoeuropeanizării. Din acești proto-traci, în Epoca Fierului, s-au dezvoltat dacii din zona dunăreană carpatică, pe de o parte, și tracii din estul Peninsulei Balcanice, pe de altă parte.

## Perioadele predacice
Populația tracă de nord a fost în principal un amestec timpuriu de descendenți din Epoca Bronzului ai crescătorilor de animale autohtoni și de supraviețuitori ai culturii autohtone calcolitice pe care noii veniți o distruseseră. În această sinteză etnică care a dat naștere poporului trac, primii (autohtonii) au predominat, dar, mai ales în zonele muntoase, vestigiile tradițiilor calcolitice au supraviețuit până în epoca Bronzului timpuriu și până la mijlocul acesteia.
Arta locală, daco-tracă, nu trebuie confundată cu arta tracilor de la sud de Balcani, deși, fără îndoială, au apărut influențe reciproce.
Arta tracică era de obicei geometrică în decorația sa, un gust care a fost o rămășiță a tradițiilor din epoca târzie a bronzului. În timp ce triburile tracice au adoptat – fără îndoială de la sciți – unele aspecte ale nomadismului călare în primul mileniu î.Hr., ele au păstrat, de asemenea, multe tradiții din epoca europeană a bronzului și au aparținut mai mult lumii culturilor europene decât celor estice.

## Perioadele dacice clasice
Lucrările de argint din secolul I î.Hr. din regiunea Dunării inferioare constau în principal din brățări și fibule alături de un număr mic de discuri decorative, plăci și boluri. Pentru a o deosebi de munca în argint (tracică) anterioară, s-ar putea eticheta această lucrare de argint ulterioară drept geto-dacică sau geto-tracă, în funcție de dacă se găsește deasupra sau sub Dunărea inferioară.
Designul căștilor geto-dacice (de exemplu de la Ciumești, Porțile de Fier) este suficient de neobișnuită în arta antică pentru a oferi ocazia de a o urmări până la originea ei și, prin urmare, de a oferi o perspectivă asupra elementelor scitice care au intrat în formarea artei dacice timpurii și a mijloacelor prin care motivele orientale antice au supraviețuit și s-au transmis în Europa. Aproape identice ca decor și detalii de măiestrie sunt cele două pahare de argint, acum la București și New York și, fără îndoială, au fost fabricate în aceeași fierărie ca și casca.

## Galerie de imagini

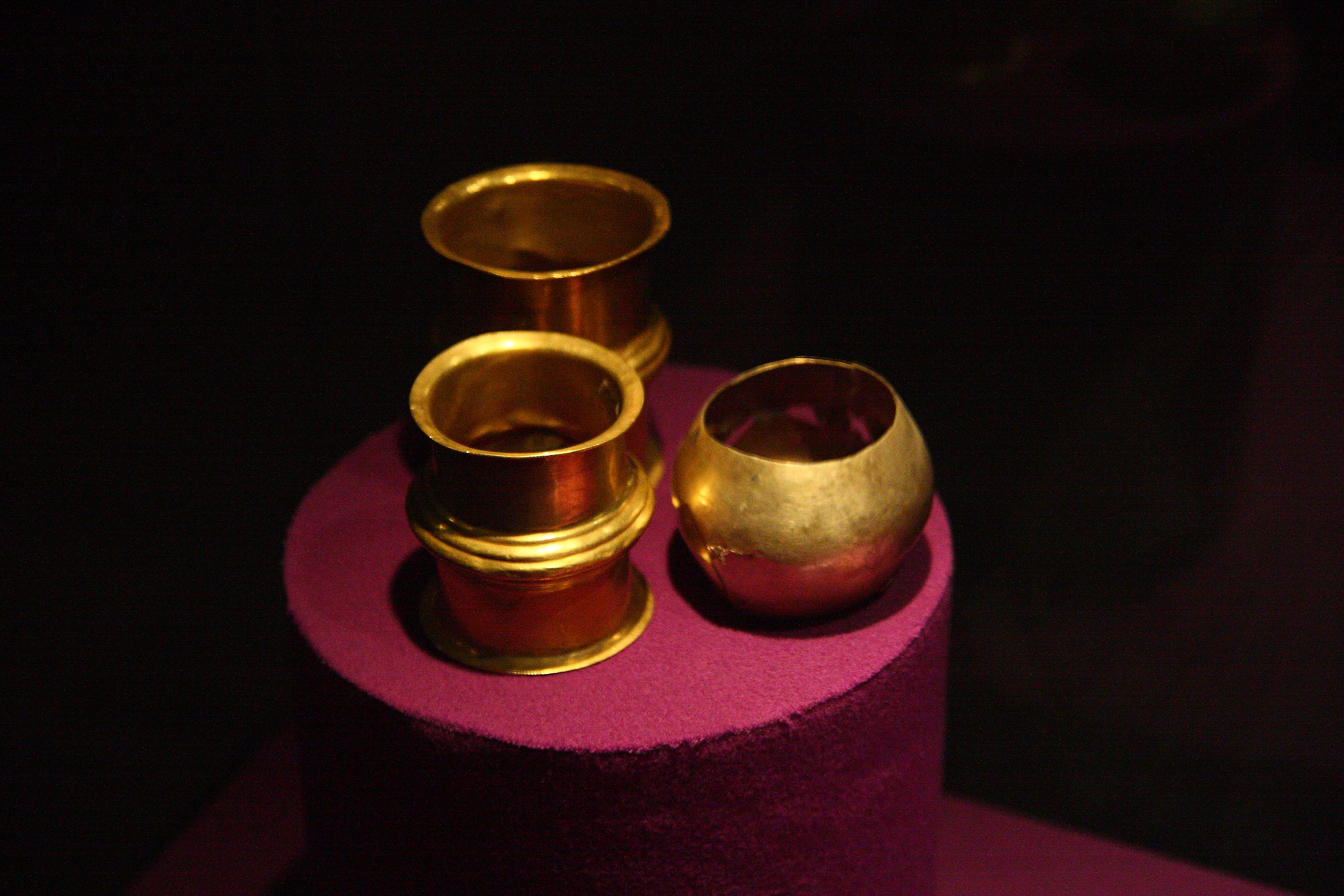
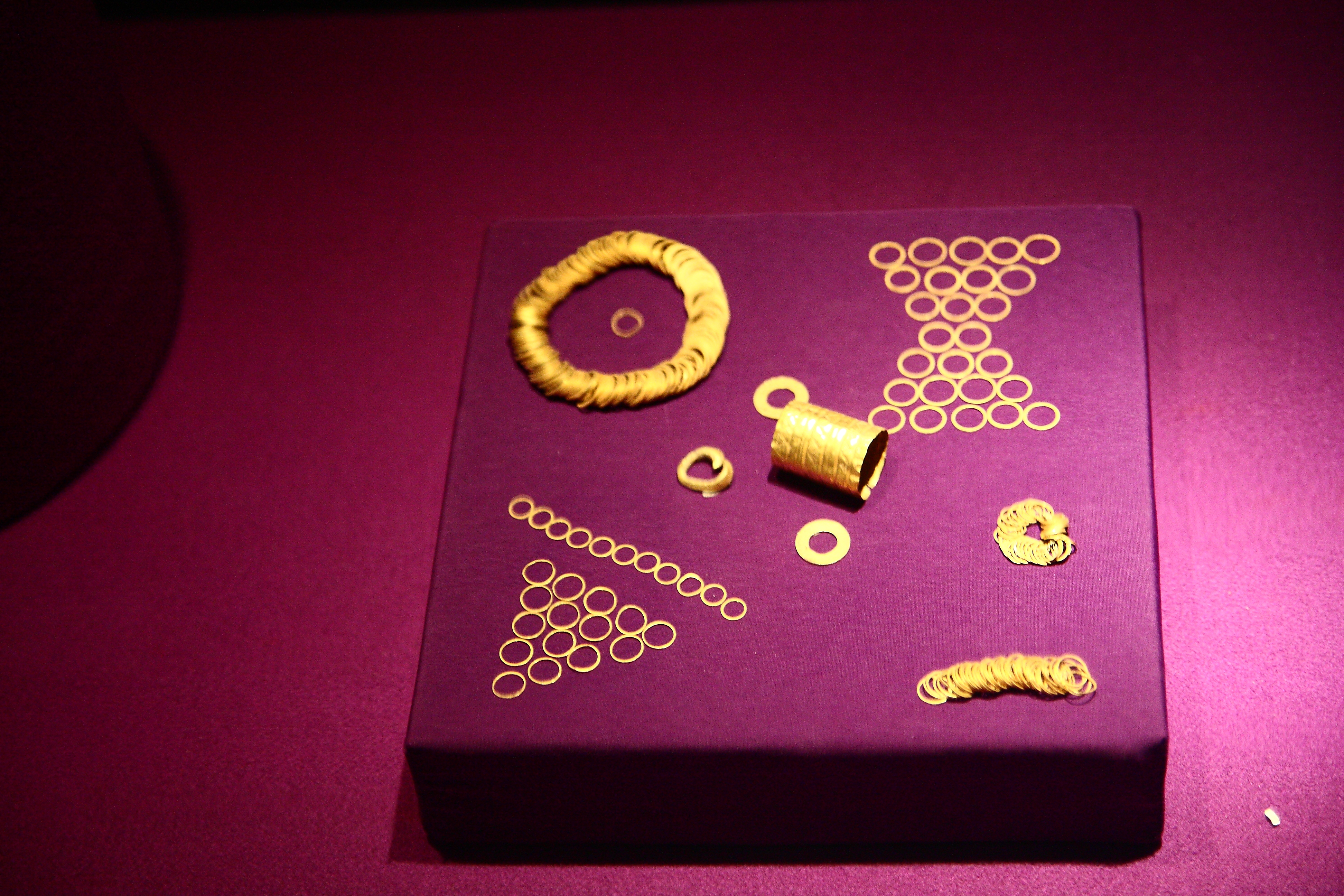
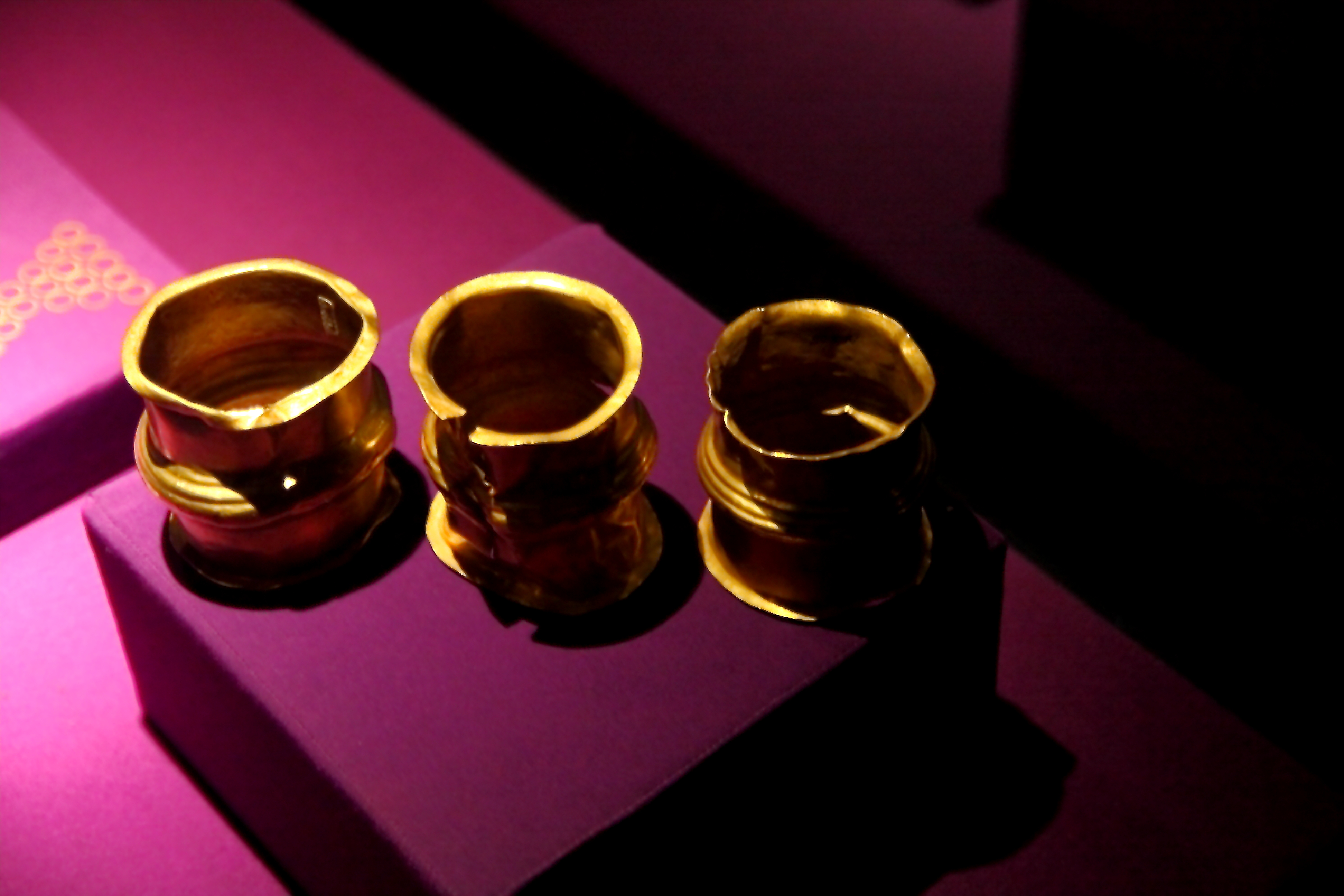
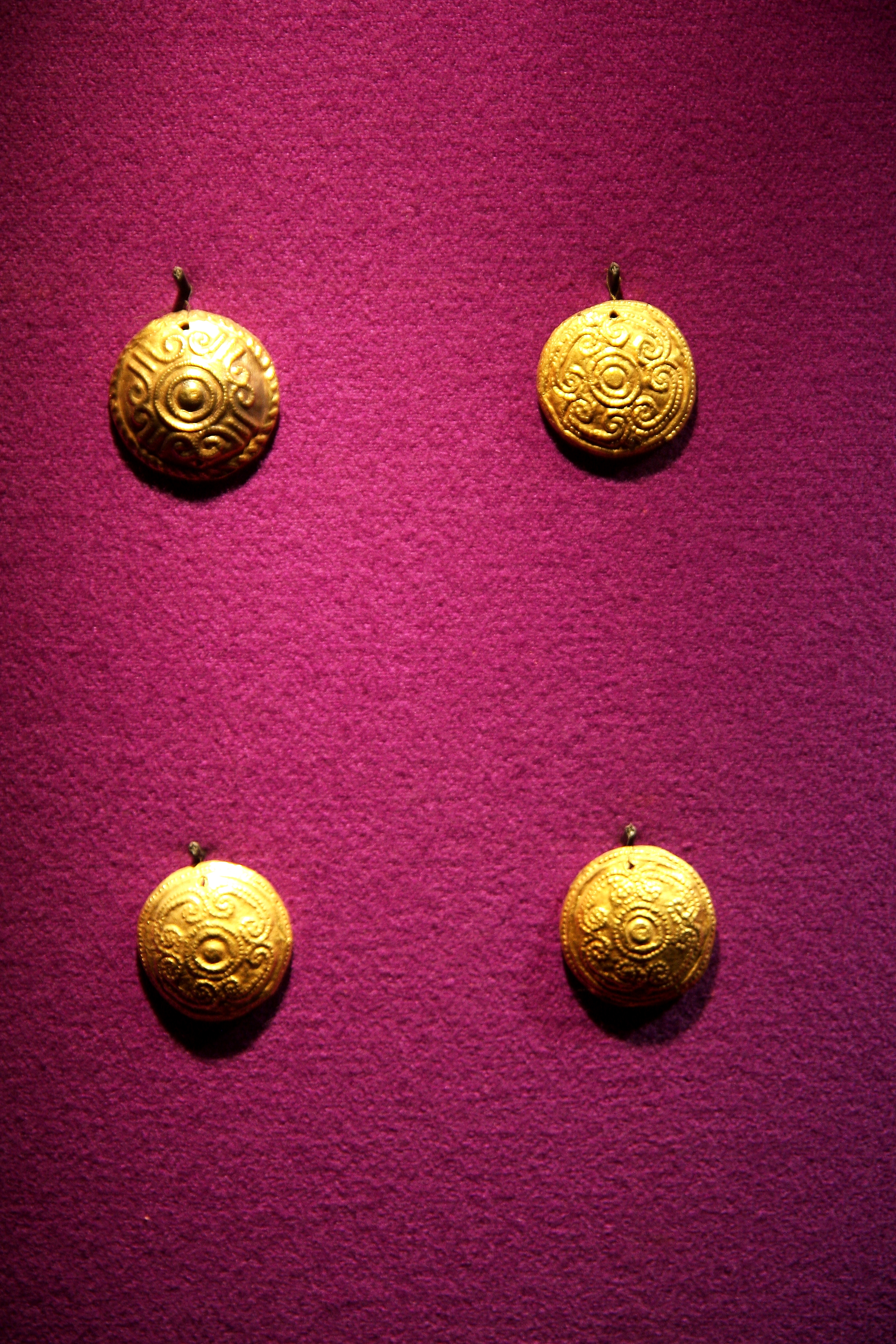
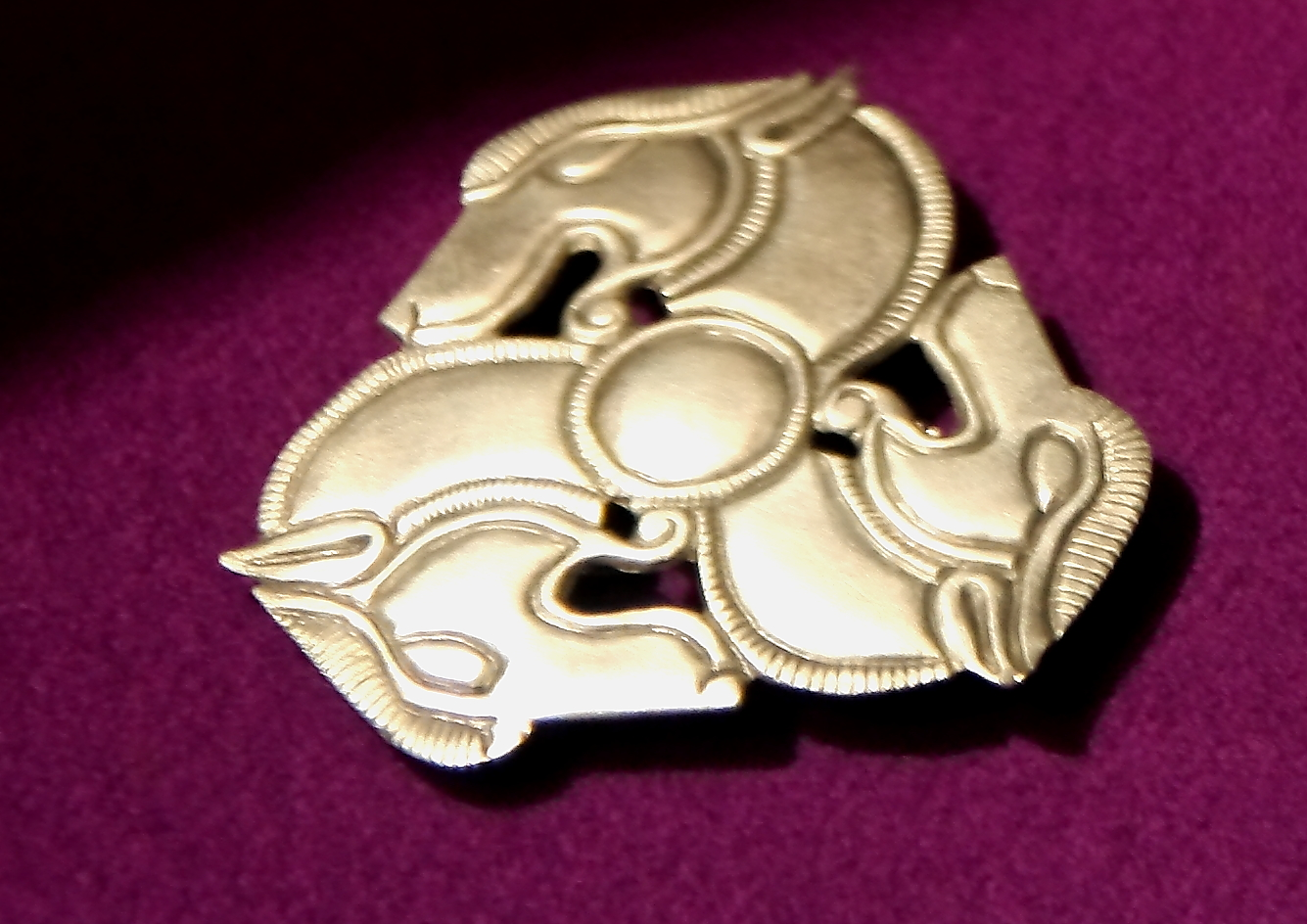
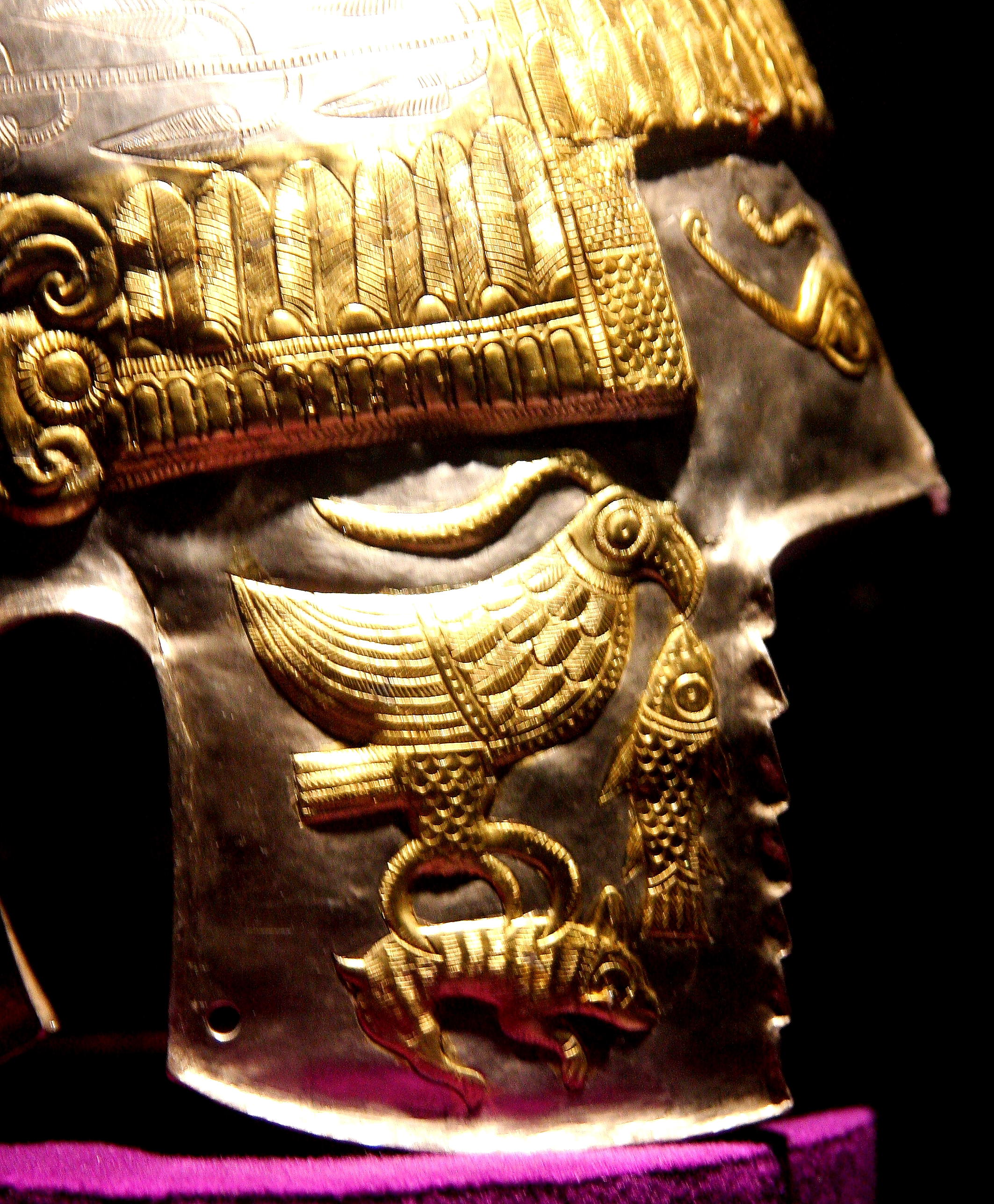
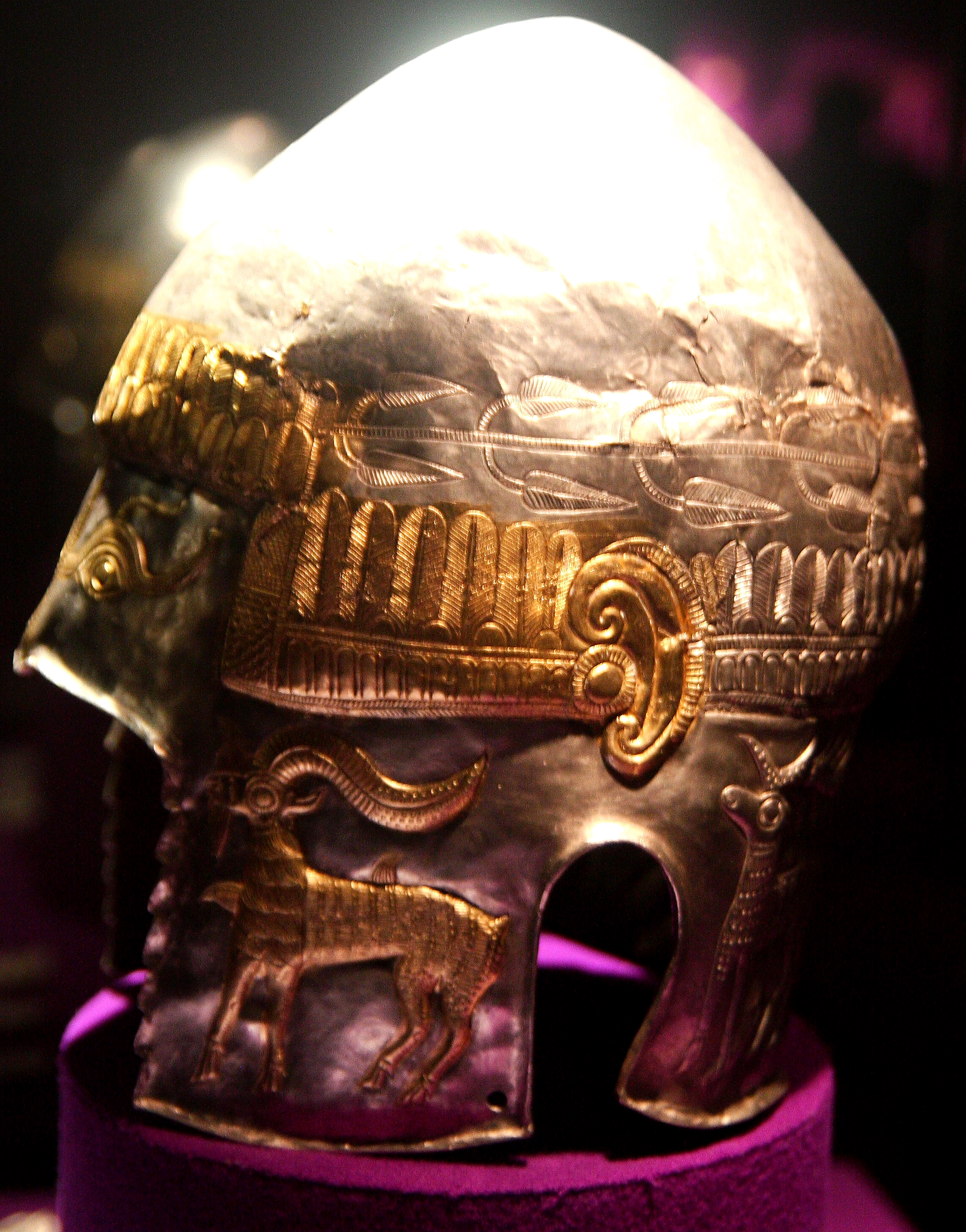
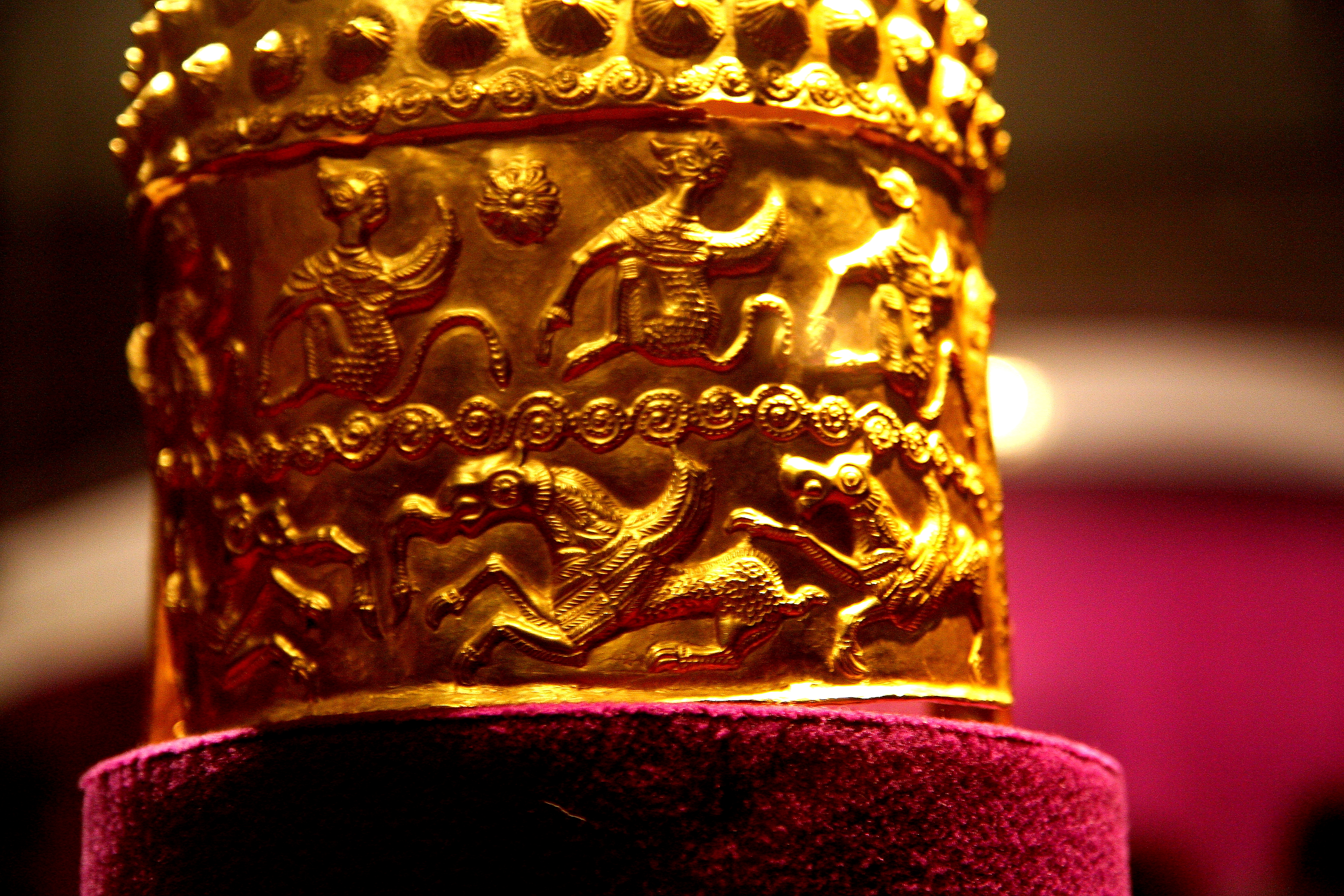
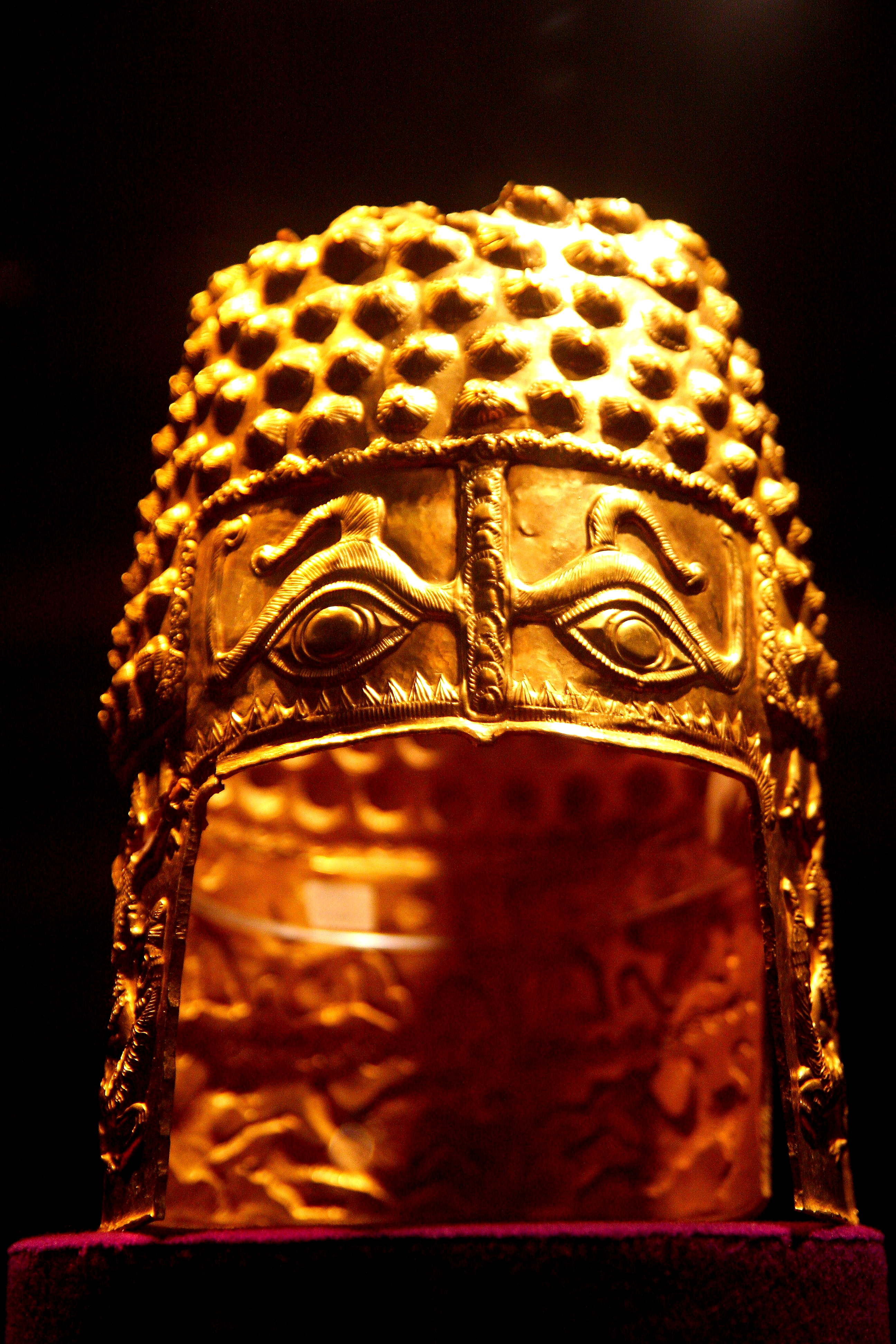
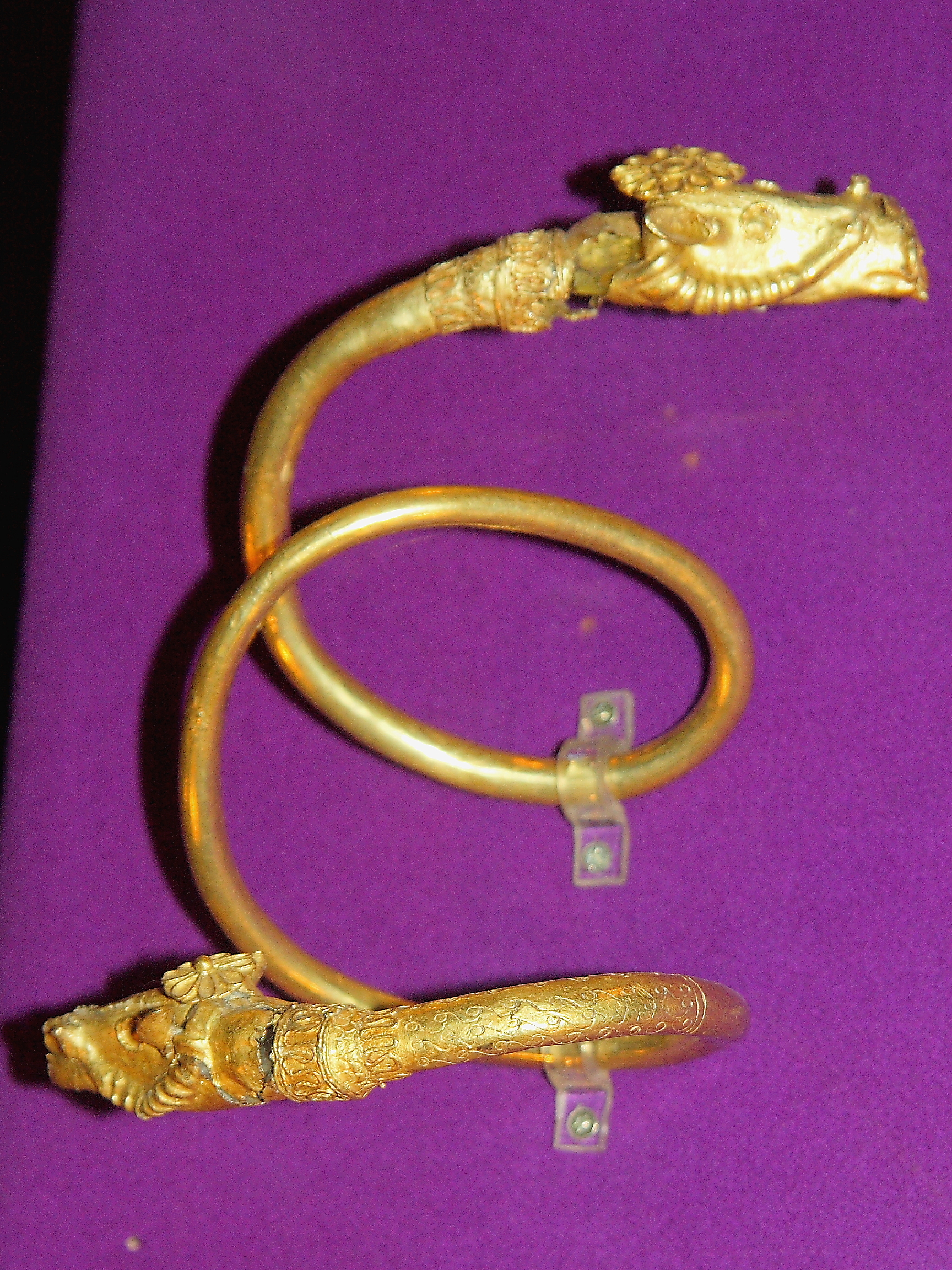
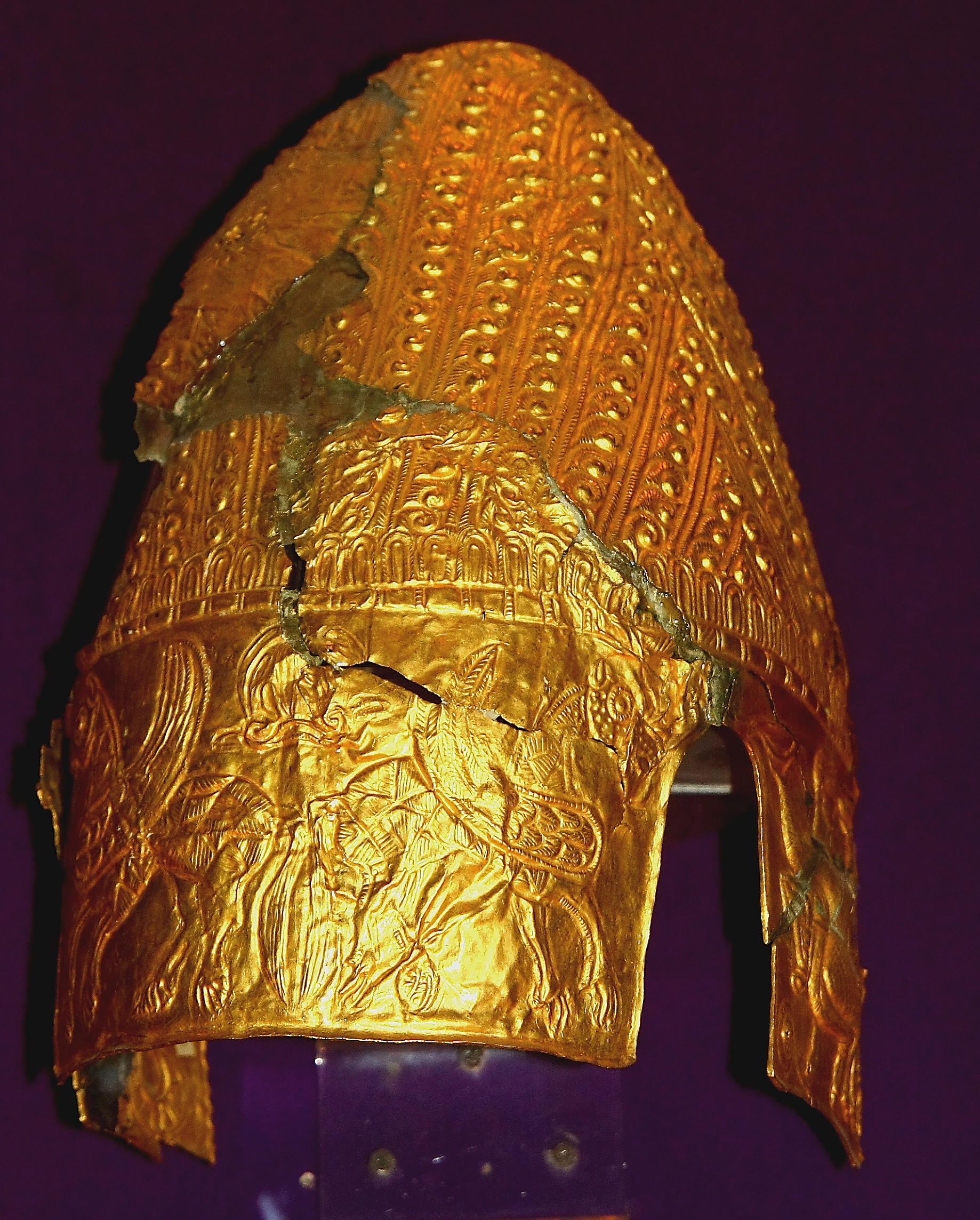
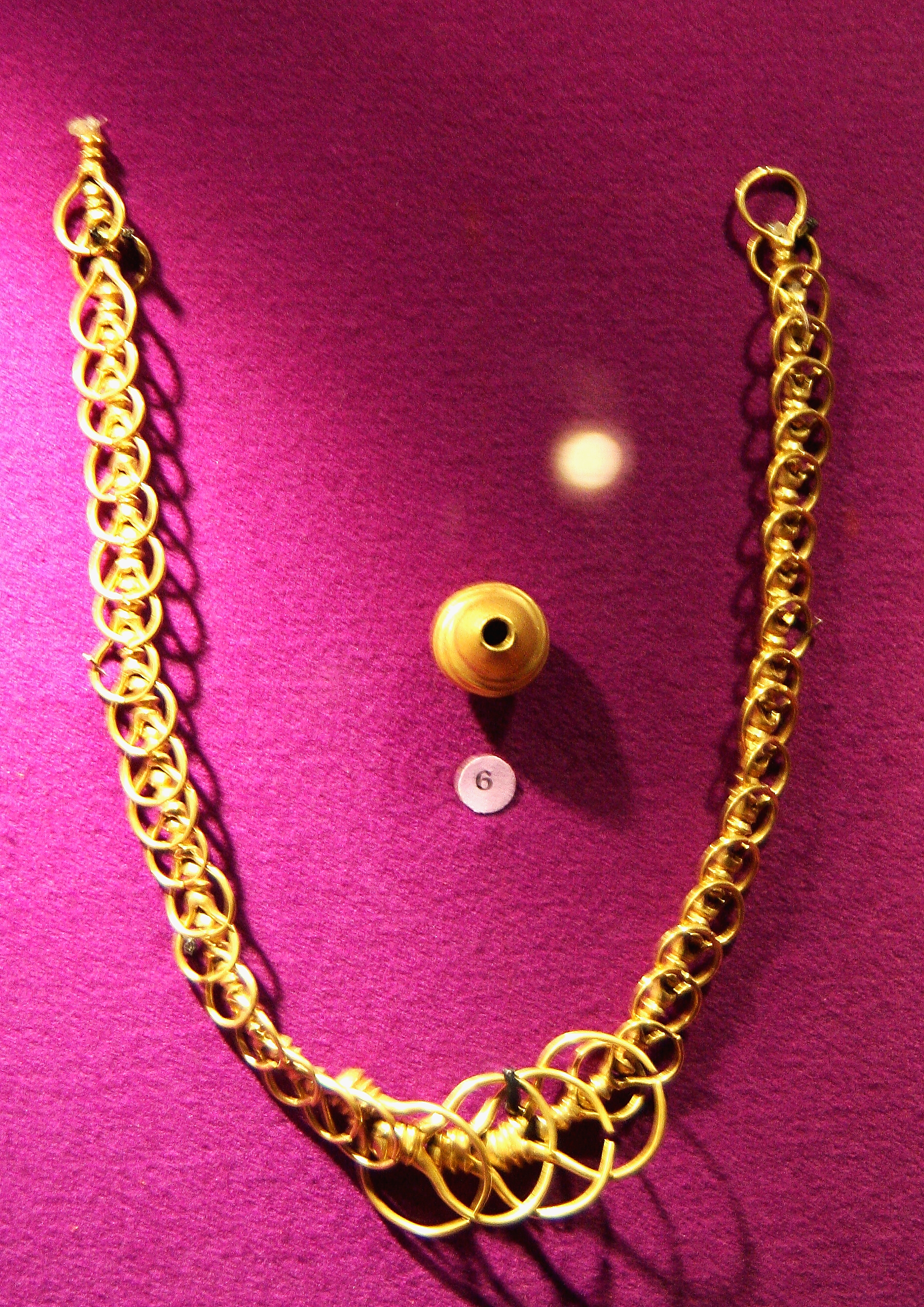
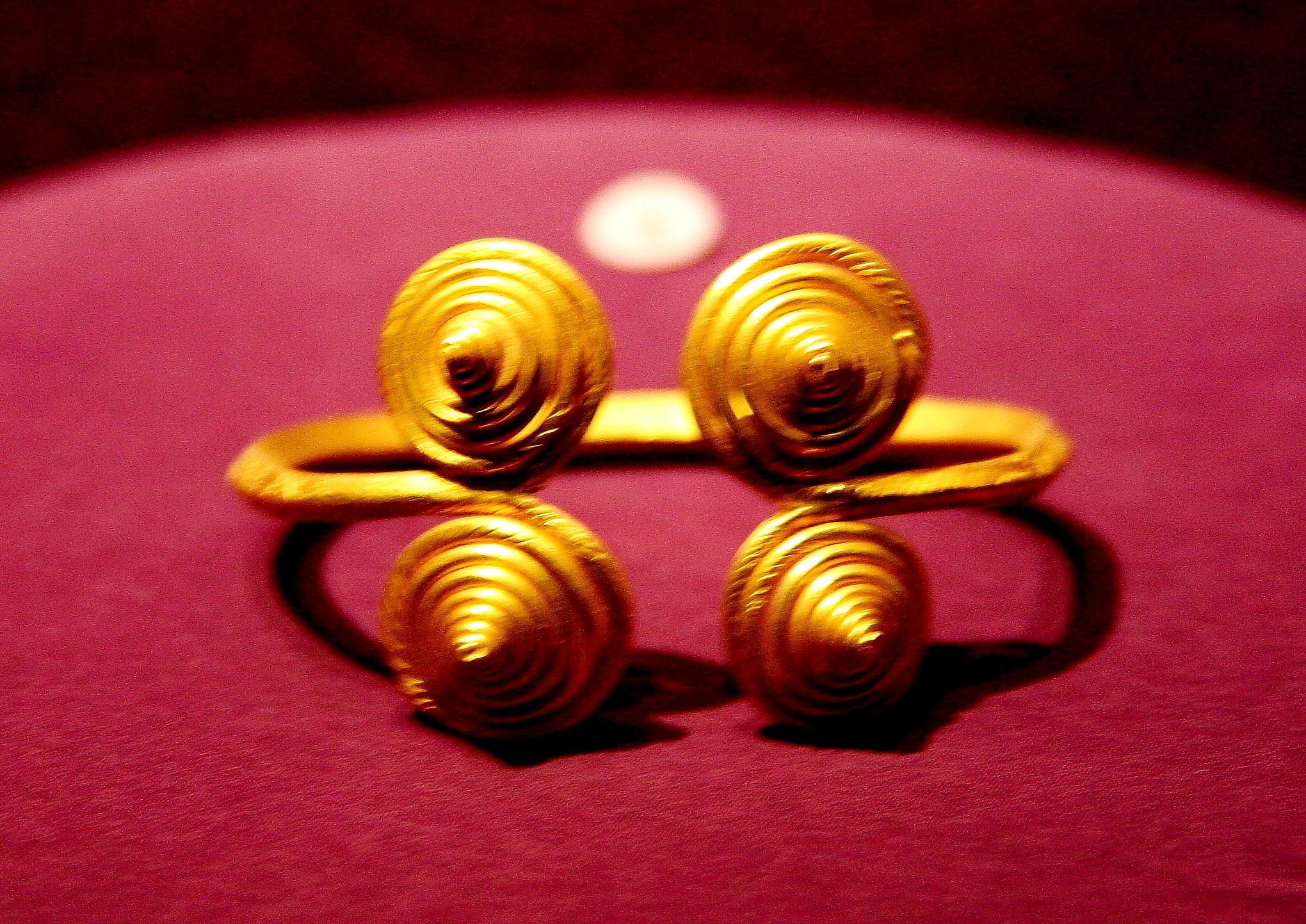
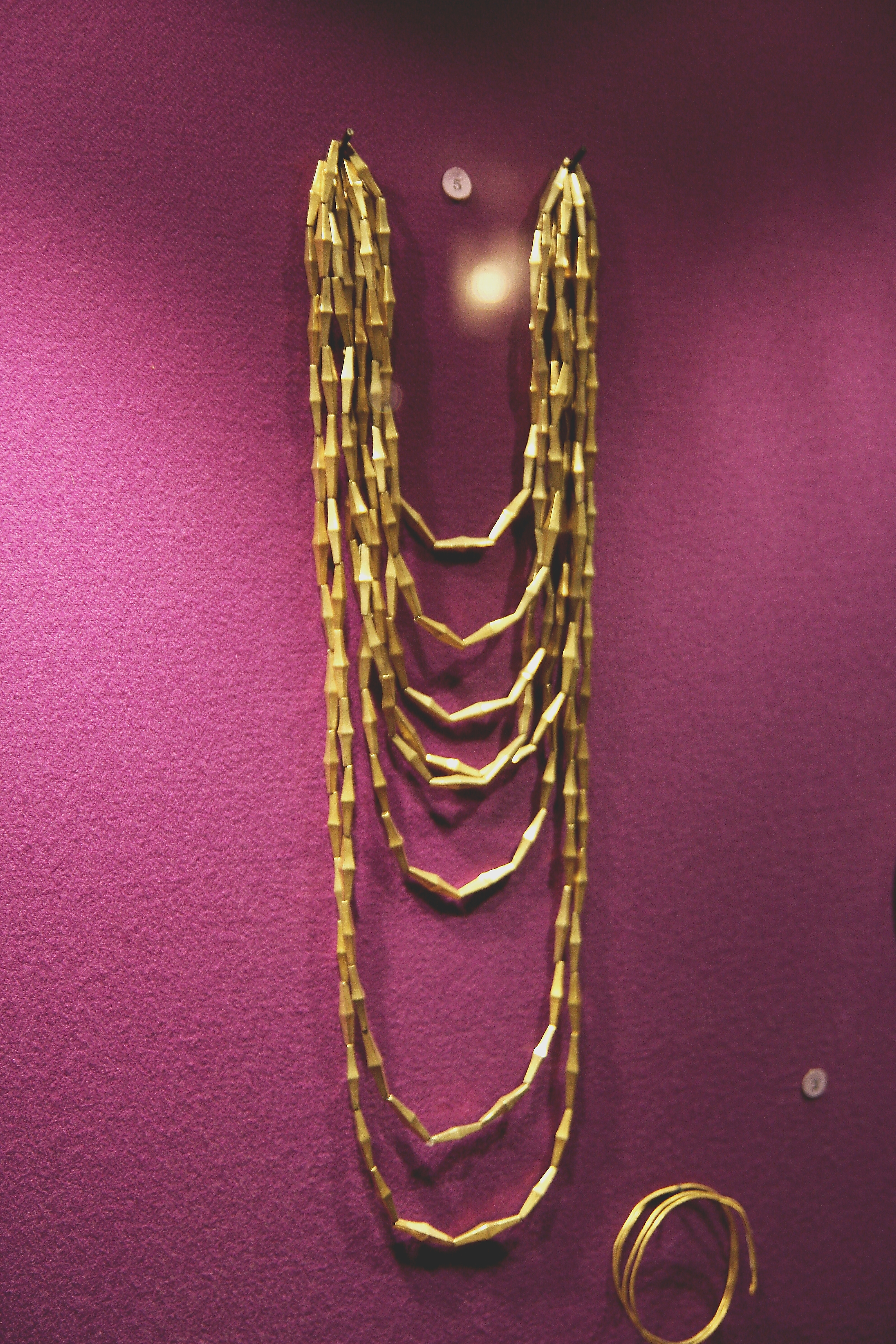
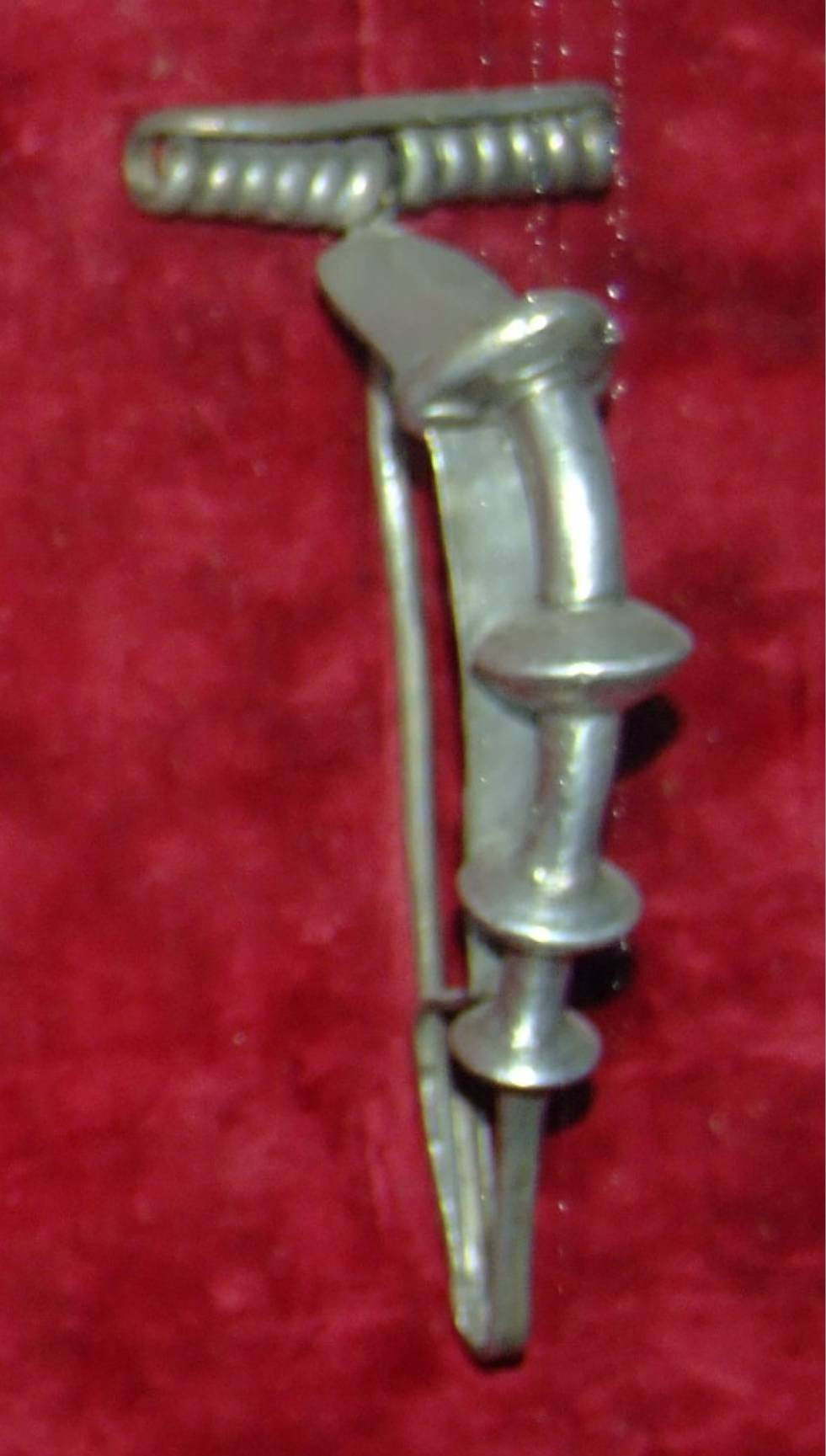
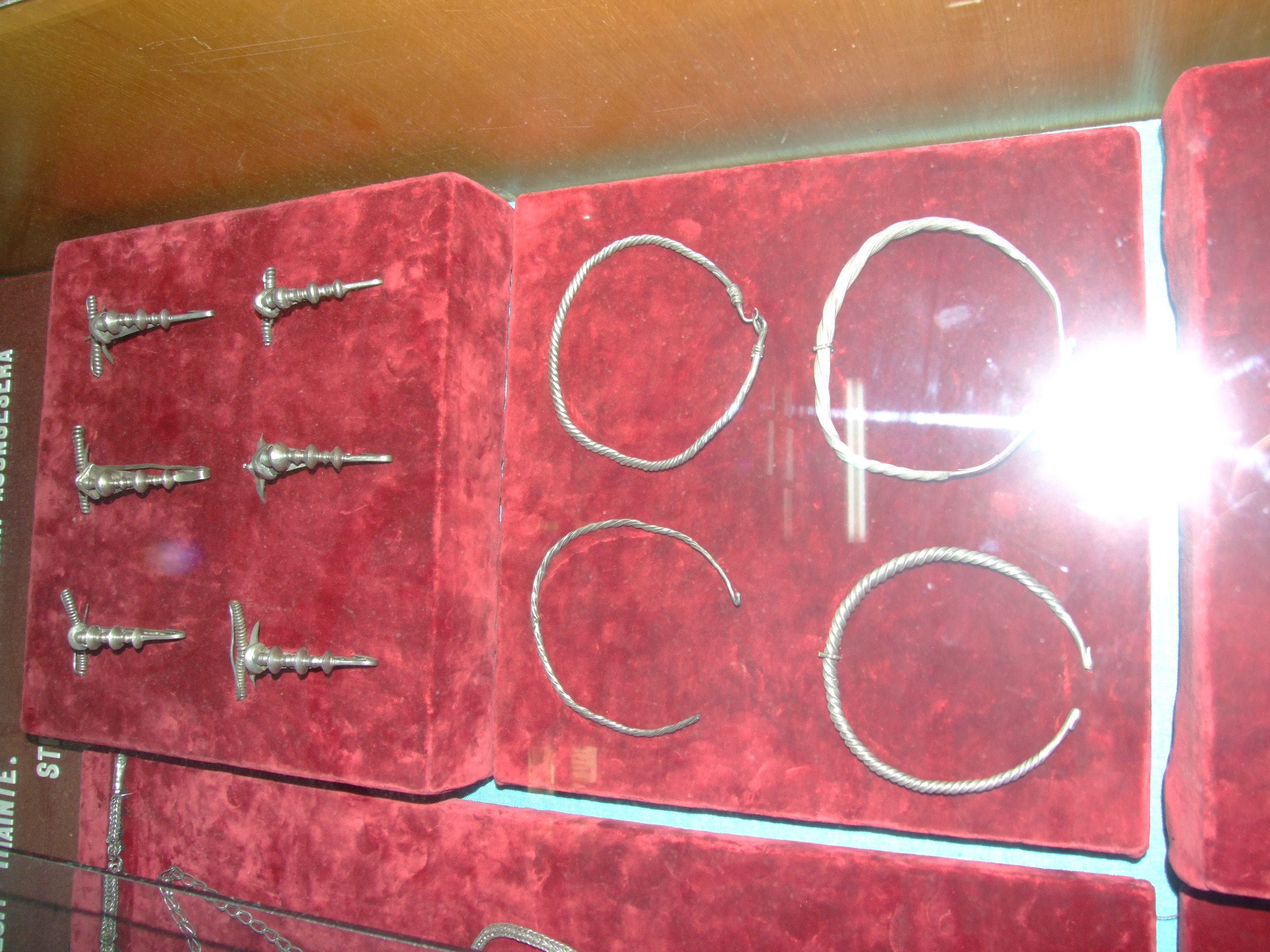
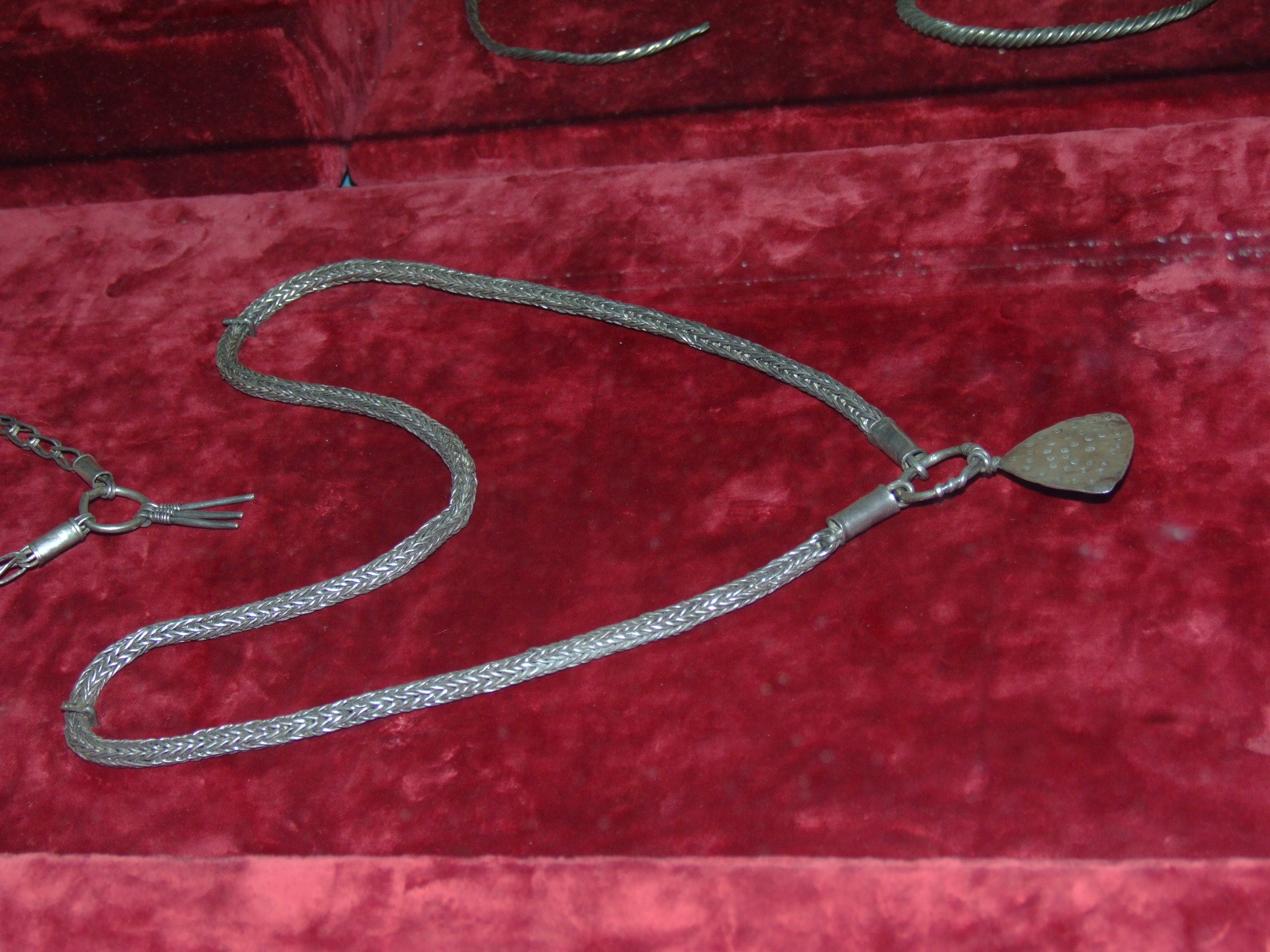
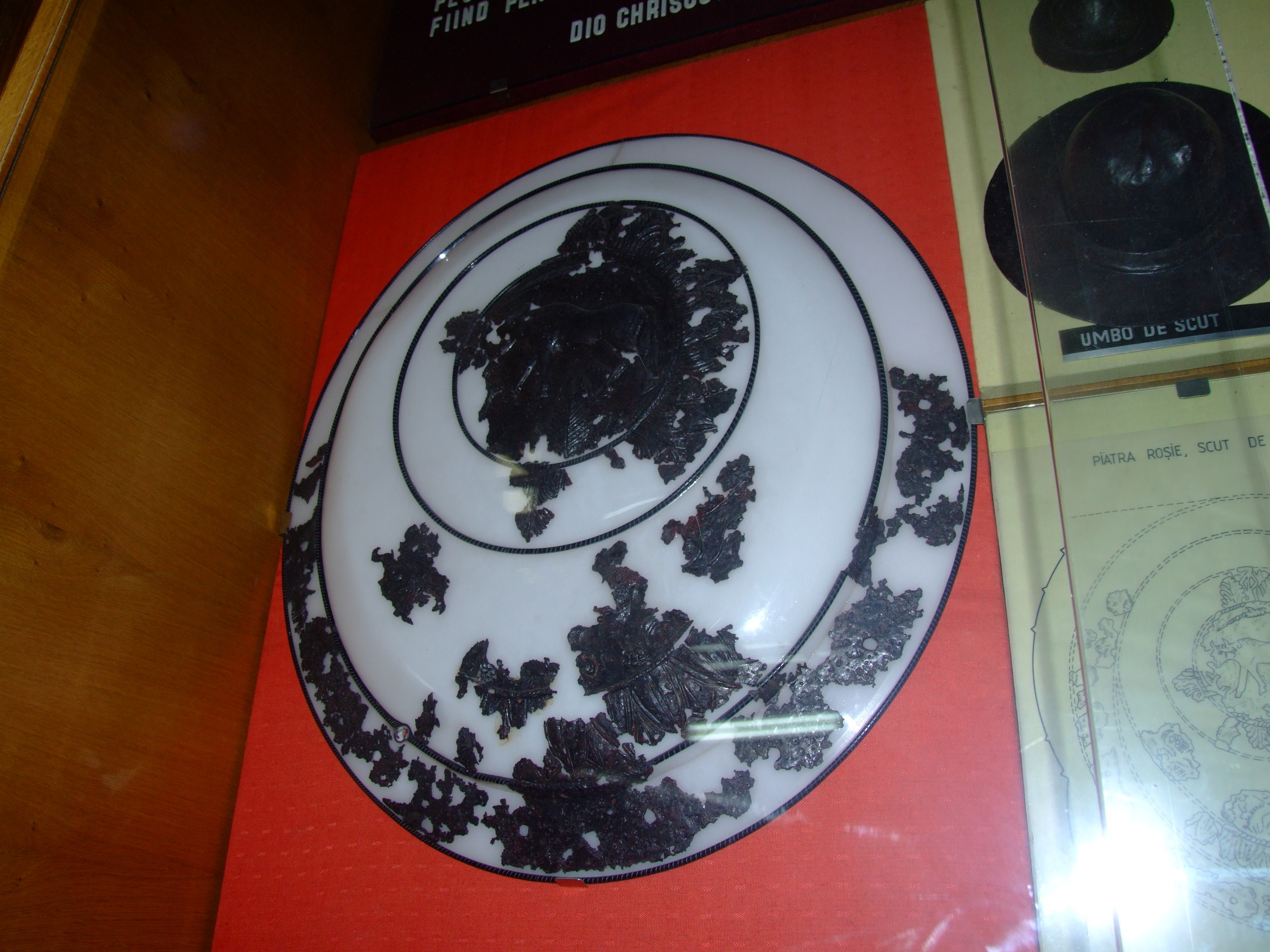
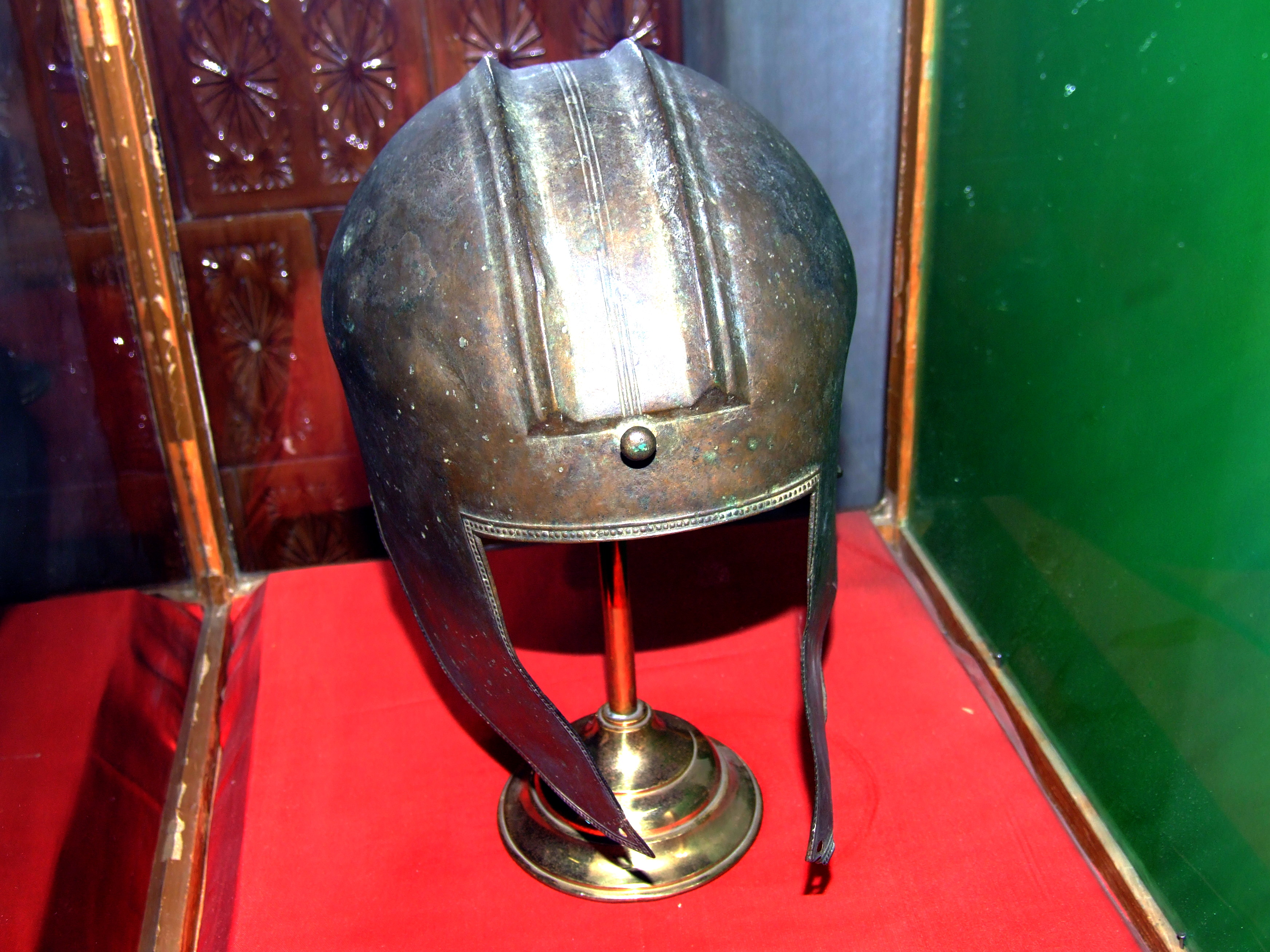
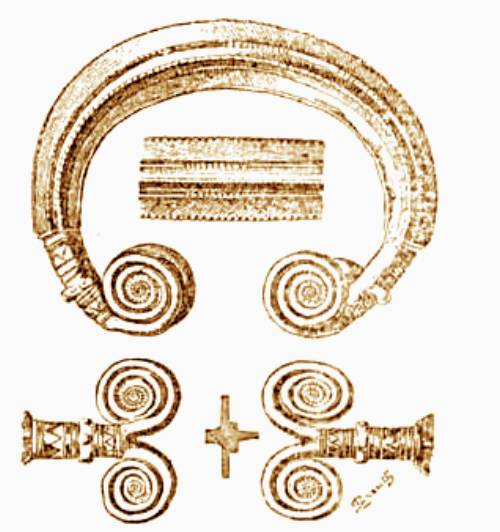
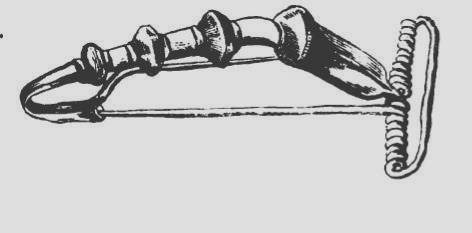
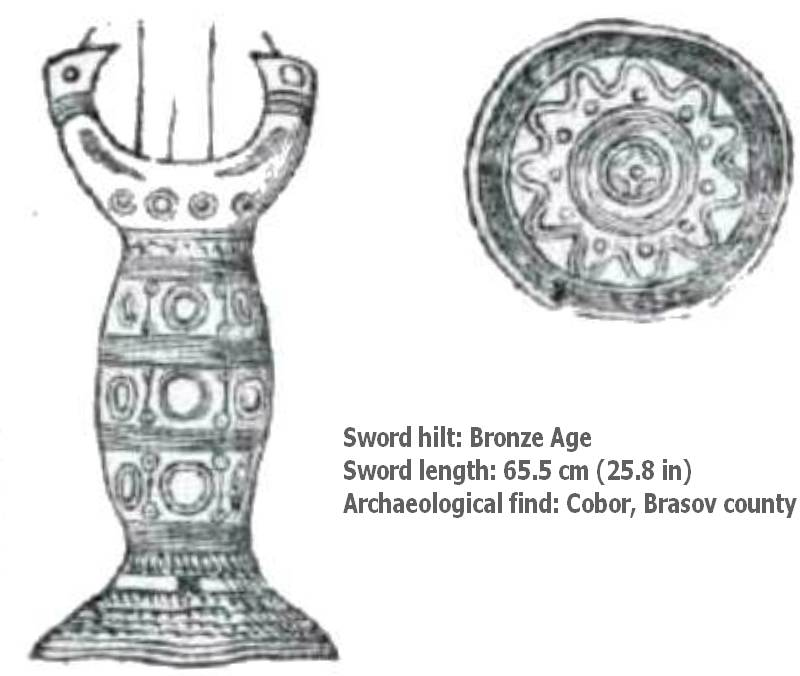
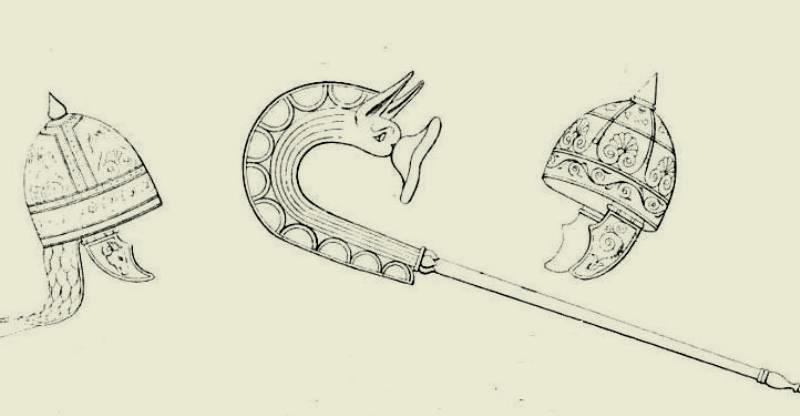
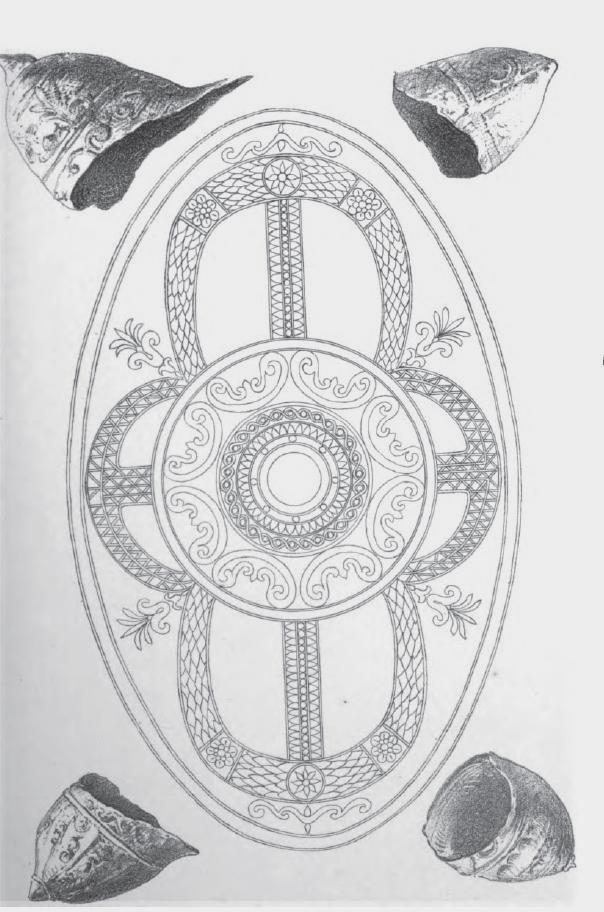